# Oued Athmania
Oued Athmania est une commune de la wilaya de Mila en Algérie. En 2009, elle comptait 45 039 habitants dont 24 810 d'entre-eux vivant intra-muros. La ville est située à mi-chemin entre Mila et Constantine et est arrosée par l'oued du même nom.
Abritant les bains antiques de Pompeianus, le site thermal était un important point de passage pour les Romains. Petite bourgade fondée à l'époque coloniale, elle était un centre notable de la région, notamment desservie par sa gare reliée à Constantine. Depuis le XXe siècle, Oued Athmania abrite un important barrage hydraulique alimentant en eau les communes aux alentours.

## Géographie

### Localisation
La commune de Oued Athmania est située à l'est de la wilaya de Mila, elle même située dans l'Est algérien.
La commune est limitrophe de communes appartenant soit à la wilaya de Mila, que sont Oued Seguen, Teleghma, Chelghoum Laïd, Aïn Mellouk et Sidi Khelifa, soit à la wilaya de Constantine, que sont Ibn Ziad et Aïn Smara.
En termes de distance à vol d'oiseau avec les chefs-lieux des subdivisions administratives dont fait partie la commune, celle-ci est située à 14 km au nord-est de Chelghoum Laïd (Daïra de Chelghoum Laïd) et à 22 km au sud de Mila (Wilaya de Mila). Aussi, la commune est située à 32 km au sud-ouest de Constantine, troisième ville la plus peuplée du pays.
| Ain Mellouk    | Sidi Khelifa  | Ibn Ziad (Constantine)  |
| Ain Mellouk    | Oued Athmania | Ain Smara (Constantine) |
| Chelghoum Laïd | Teleghma      | Oued Seguen             |

### Reliefs et hydrographie
La commune est arrosée par l'oued Rhummel ainsi que deux affluents principaux, l'oued Athmania et l'oued Bouykour. Elle compte deux barrages fluviaux : le barrage de Hammam-Grouz en aval de l'oued Rhummel d'une capacité de 45 millions de m3 et le barrage-réservoir de Bled Youcef d'une capacité de 33 millions de m3 alimenté par le barrage de Beni Haroun grâce à un tunnel de montagne de 6 km.

### Climat
Le territoire de la commune est considéré comme relevant d'un climat semi-aride dont les hivers sont froids à doux et les étés chauds et secs.
| Mois                              | jan.  | fév.  | mars  | avril | mai   | juin  | jui.  | août  | sep.  | oct.  | nov.  | déc.  | année   |
| --------------------------------- | ----- | ----- | ----- | ----- | ----- | ----- | ----- | ----- | ----- | ----- | ----- | ----- | ------- |
| Température minimale moyenne (°C) | 1,3   | 1,5   | 4,1   | 6,9   | 10,6  | 15,2  | 18,5  | 18,5  | 15,3  | 11,5  | 6     | 2,7   | 9,3     |
| Température moyenne (°C)          | 5,9   | 6,3   | 9,7   | 13    | 17,1  | 22,2  | 26    | 25,4  | 20,9  | 16,8  | 10,5  | 6,9   | 15,1    |
| Température maximale moyenne (°C) | 11,3  | 11,9  | 15,8  | 19,5  | 23,9  | 29,5  | 33,8  | 32,9  | 27,4  | 22,8  | 15,7  | 12    | 21,4    |
| Ensoleillement (h)                | 172,8 | 201,5 | 244,9 | 282,1 | 325,5 | 381,3 | 391,3 | 362,7 | 300,7 | 254,2 | 198,4 | 173,6 | 3 233,1 |
| Précipitations (mm)               | 46    | 42    | 49    | 52    | 51    | 19    | 9     | 21    | 32    | 36    | 41    | 45    | 443     |

## Urbanisme

### Typologie
Le territoire de la commune est essentiellement rural. Les deux principales aires urbaines sont celles du chef-lieu, Oued Athmania, et de Djebel Aougeb.
Historiquement, Oued Athmania s'est développée autour de l'ancienne Route Nationale, qui correspond aujourd'hui en partie à la Route nationale 5A (N5A). Depuis la fin du XXe siècle, la ville s'étend essentiellement vers le nord-ouest.

### Lieux-dits, quartiers et hameaux
En plus de l'agglomération d'Oued Athmania (22 988 habitants en 2008), la commune compte quatre autres agglomérations secondaires : Djebel Aougueb, qui était une commune autonome avant sa fusion avec Oued Athmania en 1963, Bled Youcef, Ouled Kassah et Boumalek.

Agglomérations de la commune de Oued Athmania

### Voies de communication et transports

#### Réseau routier
La commune bénéficie de trois axes routiers majeurs. Le plus important est l'autoroute A2, ouverte en 2013, qui permet de relier la ville-centre à Alger et Constantine, en complément de la route nationale 5, ouverte au XXe siècle et principale voie du village coloniale. La route nationale 5BA offre une desserte nord-sud, notamment vers Sidi Khelifa et, par le biais de la route nationale 79, vers Mila, chef lieu de la wilaya.
Les deux routes départementales W115 et W134 relient quant à elles la ville-centre aux autres agglomérations de la commune et aux communes limitrophes de Aïn Melouk et d'Ibn Ziad. 

#### Réseau de transport en commun

Carte des lignes de bus et stations de taxis présentes dans la ville-centre

Le 8 décembre 2024, la wilaya et la commune ont annoncé dans un communiqué la mise en place d'un réseau de bus urbain, composé de deux lignes reliant les établissements thermaux aux quartiers nord et est de la ville-centre. Le matériel roulant comprend deux bus par ligne. Aussi, le même communiqué précise que quatre taxis collectifs et 25 taxis individuels viennent compléter l'offre de transport.
| Ligne | Caractéristiques | Caractéristiques                       | Caractéristiques                       | Caractéristiques                       | Caractéristiques                       | Caractéristiques                       | Caractéristiques                         | Caractéristiques                       | Caractéristiques                       |
| 1     | Hôpital des frères Boukhchem ⥋ Thermes | Hôpital des frères Boukhchem ⥋ Thermes | Hôpital des frères Boukhchem ⥋ Thermes | Hôpital des frères Boukhchem ⥋ Thermes | Hôpital des frères Boukhchem ⥋ Thermes | Hôpital des frères Boukhchem ⥋ Thermes | Hôpital des frères Boukhchem ⥋ Thermes   | Hôpital des frères Boukhchem ⥋ Thermes | Hôpital des frères Boukhchem ⥋ Thermes |
| ----- | --- | -------------------------------------- | -------------------------------------- | -------------------------------------- | -------------------------------------- | -------------------------------------- | ---------------------------------------- | -------------------------------------- | -------------------------------------- |
| 1     | Ouverture / Fermeture — / — | Longueur 2,9 km                        | Durée —                                | Nb. d’arrêts 8                         | Matériel —                             | Jours de fonctionnement —              | Jour / Soir / Nuit / Fêtes — / — / — / — | Voy. / an —                            | Dépôt —                                |
| 1     | Desserte : Hôpital - Café Jamel Ferdi - Mosquée Al-Furqan - Parc Soussi - Cité du 18 Février - Bibliothèque - Gare - Thermes                                 |                                        |                                        |                                        |                                        |                                        |                                          |                                        |                                        |
| 1     | Autre : Noms des arrêts issus d'une traduction, donc non officiels                                                                                           |                                        |                                        |                                        |                                        |                                        |                                          |                                        |                                        |
| 1     | Dernière actualisation : — |                                        |                                        |                                        |                                        |                                        |                                          |                                        |                                        |
| 2     | Quartier Ahmed Bosna ⥋ Thermes | Quartier Ahmed Bosna ⥋ Thermes         | Quartier Ahmed Bosna ⥋ Thermes         | Quartier Ahmed Bosna ⥋ Thermes         | Quartier Ahmed Bosna ⥋ Thermes         | Quartier Ahmed Bosna ⥋ Thermes         | Quartier Ahmed Bosna ⥋ Thermes           | Quartier Ahmed Bosna ⥋ Thermes         | Quartier Ahmed Bosna ⥋ Thermes         |
| 2     | Ouverture / Fermeture — / — | Longueur 2,7 km                        | Durée —                                | Nb. d’arrêts 10                        | Matériel —                             | Jours de fonctionnement —              | Jour / Soir / Nuit / Fêtes — / — / — / — | Voy. / an —                            | Dépôt —                                |
| 2     | Desserte : Quartier Ahmed Bosna - Résidences Adel - Magasins - BADR Banque - Mairie - Centre culturel - Mazdoura El Rabia - Bord du Village - Gare - Thermes |                                        |                                        |                                        |                                        |                                        |                                          |                                        |                                        |
| 2     | Autre : Noms des arrêts issus d'une traduction, donc non officiels                                                                                           |                                        |                                        |                                        |                                        |                                        |                                          |                                        |                                        |
| 2     | Dernière actualisation : — |                                        |                                        |                                        |                                        |                                        |                                          |                                        |                                        |

La commune dispose également d'une gare routière, située à l'emplacement de l'ancienne gare de chemins de fer. Elle permet une desserte par bus des autres agglomérations de la commune et des autres communes des wilayas de Mila et de Constantine.

## Toponymie

### Historique des appellations
Les appellations du lieu au cours des siècles précédents sont nombreuses et variées.
Durant la conquête de l'Algérie par la France, concernant les années 1830 à 1850, plusieurs toponymes semblables ou associés au nom de la ville actuelle sont attestés par la cartographie française :
- El Etmania et Etmania entre 1836[5] et 1840 ;

- El Elmania ou Elmania entre 1837[6] et 1847[7] ;
- Drat el Thabat, Dra el Thabat ou Dra el Thabal entre 1837[6] et 1844[8], du nom d'un cours d'eau se situant au même lieu que l'actuel oued Bouykour ;
- El Elmana en 1840[9] ;
- Hammam Guérous, Hammam Gérou ou Hammam Grouz (Grous[10] ou Grouss[11]) entre 1841[12] et 1848[13] ;
- Ouad el Atmaniia ou Atmaniia entre 1844[14] et 1847[15] ;
- Oued Tesmania en 1851[11] ;
- Oued el Eutmania et Oued bou Erkour (ancienne appellation de l'oued Bouykour) en 1853[10].

Antérieurement à l'instauration de la commune, excepté les noms déjà cités ci-dessus, on observe dans les ouvrages l'utilisation de l'Atmânïa ou encore Oued Atmania.
Depuis que le village est devenu une commune, celui-ci porte le nom officiel de Oued-Athménia, mais des variantes coexistent telles que Oued Athménia, Oued Athmenia ou, archaïquement, Oued Atménia. Parfois, avant les années 1910, un déterminant précède le nom de la commune (l'Oued Athménia par exemple).
À l'indépendance de l'Algérie, le nom est modifié au profit de Oued Athmania. Toutefois la variante Oued Athmenia est encore utilisée.

### Étymologie
Oued Athmania signifie littéralement en arabe « vallée (ou rivière) ottomane ». Cependant, étymologiquement, l'origine du mot proviendrait du nom latin Turres Ameniae, ancienne localité romaine située à proximité de la ville actuelle. Turres signifie « tours », on peut y voir une référence aux bains de Pompeianus, où des tours entouraient une villa romaine. Quant au mot Ameniae, il proviendrait de Aman signifiant « eau » en berbère, probablement en lien avec les sources thermales présentes sur le site depuis l'Antiquité.

## Histoire

### Les bains dePompeianus
Le site abrite les ruines des bains romains de Pompeianus (Balneum Pompeianum en latin), situé à quelques kilomètres à l'ouest du chef-lieu. Découvert en 1872, l'ouvrage est classé monument historique en 1889, puis figure en tant que monument classé par le Ministère de la Culture algérien depuis 1968. Les derniers bâtiments ont été érigés sous le Bas-Empire.
Le domaine est celui d'une villa fortifiée, flanquée de plusieurs tours. Elle est composée de bains, jardins et de plusieurs habitations. L'édifice s'apparente ainsi à un château, en plus d'être un lieu de loisirs.
Les bains avaient une architecture unique contenant, entre autres, des mosaïques dessinées.  De larges et luxueuses écuries de course et des mangeoires pour les Barbe y sont représentés, les équidés disposent chacun d'un espace individuel. Cela démontre l'importance du cheval pour les populations locales de l'Antiquité,.

### D'un lieu de passage à une ville

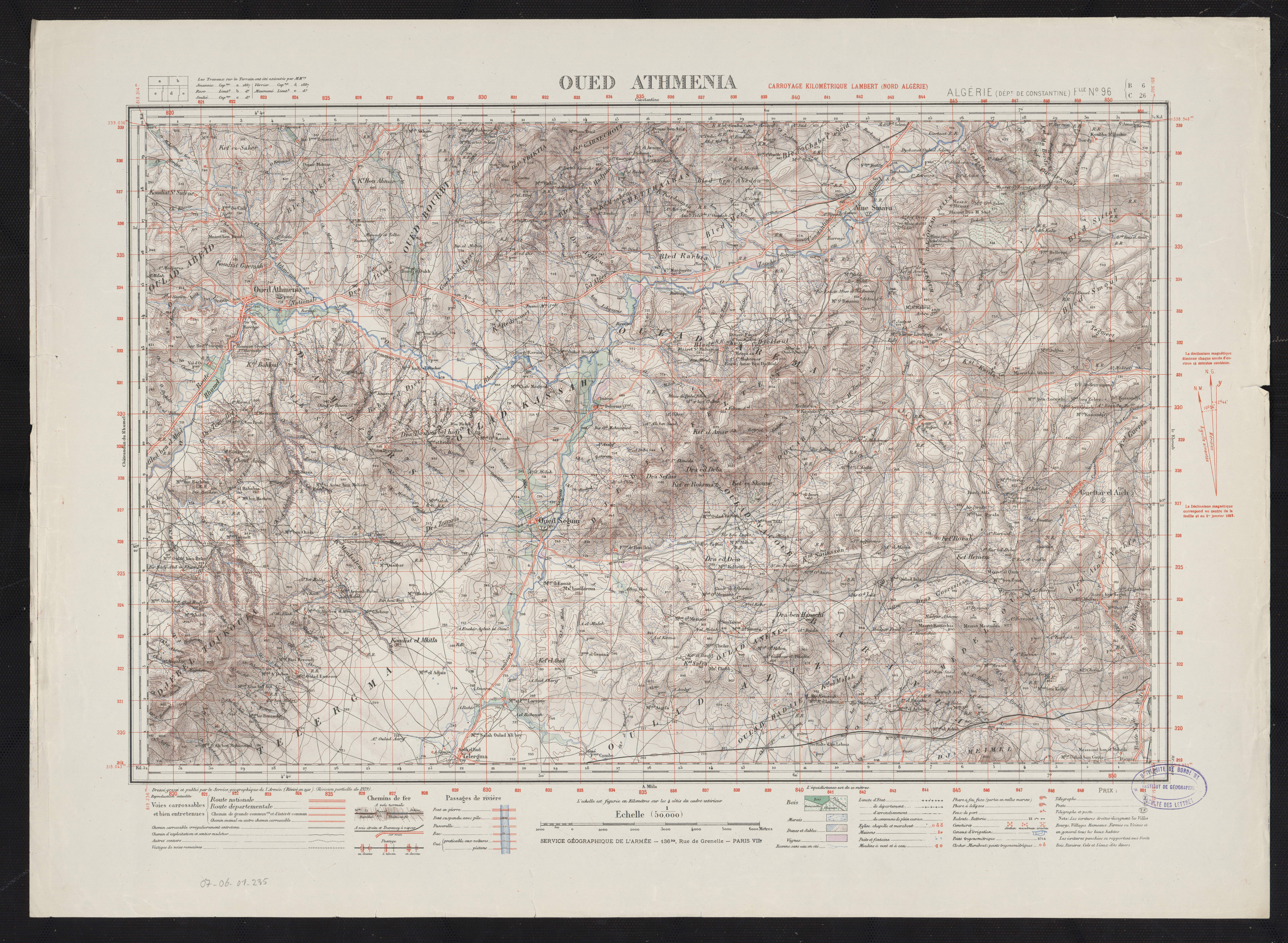
Oued-Athménia (au nord-ouest) et les communes voisines en 1929.

Au XIXe siècle, la tribu chaouie des Abd-en-Nour peuple une zone s'étendant d'Oued Athmania à Sétif,. D'un point du vue économique et commercial, l'Athmania est à la fin de la période ottomane, concernant la région du Tell, le principal marché de l'est algérien, par le biais de sa foire annuelle.
Dans les années 1840, la région est sujette à une politique de colonisation européenne. C'est à cette période que le village est fondé sur l'emplacement d'un ancien caravansérail.
Le 18 septembre 1862, un violent orage provoque de fortes inondations. Les dégâts sont importants, de nombreuses tentes et gourbis ainsi que plusieurs ponts sont détruits, le caravansérail est touché et le nombre de morts s'élèverait à une centaine.

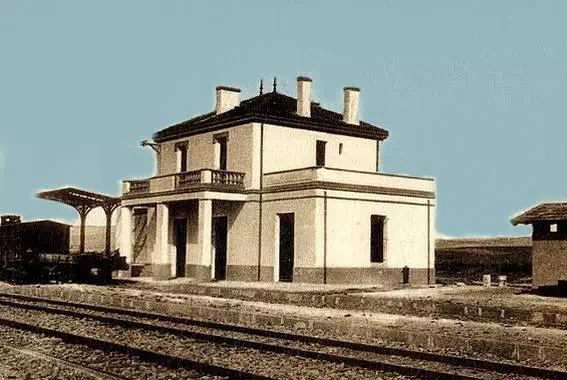
Ancienne gare de Oued-Athménia

Oued-Athménia devient une commune de plein exercice le 10 décembre 1868. Le village se dote progressivement d'infrastructures notables. En 1896, dans le cadre de politiques de santé, un hôpital communal est construit, il s'agit de l'un des neuf hôpitaux coloniaux dont dispose le département de Constantine au début du XXe siècle ; trois autres hôpitaux coloniaux étant en construction, portant le nombre à douze à la veille de la Seconde Guerre mondiale. Une justice de paix dépendante du tribunal civil de Constantine siège également dans la commune. Un projet de barrage est même envisagé en 1907. Le 1er septembre 1931, la ligne de chemin de fer Constantine – Oued-Athménia est inaugurée. Toutefois, faute d'un rendement jugé suffisant, le trafic voyageur cette même ligne est fermé le 15 septembre 1937.

## Démographie

### Évolution démographique
| 1867  | 1884  | 1892  | 1896  | 1897  | 1902  | 1906  | 1921  | 1977   |
| ----- | ----- | ----- | ----- | ----- | ----- | ----- | ----- | ------ |
| 1 314 | 5 326 | 6 358 | 6 343 | 6 338 | 5 916 | 7 533 | 7 637 | 21 500 |

| 1987   | 1998   | 2008   | 2009   | - | - | - | - | - |
| ------ | ------ | ------ | ------ | - | - | - | - | - |
| 28 386 | 35 934 | 40 688 | 45 039 | - | - | - | - | - |

### Pyramide des âges
| Hommes | Classe d’âge | Femmes |
| ------ | ------------ | ------ |
| 0,39   | 80 ans et +  | 0,44   |
| 1,25   | 70 à 79 ans  | 1,20   |
| 2,16   | 60 à 69 ans  | 2,20   |
| 3,44   | 50 à 59 ans  | 3,49   |
| 5,80   | 40 à 49 ans  | 5,57   |
| 7,10   | 30 à 39 ans  | 7,16   |
| 10,45  | 20 à 29 ans  | 10,66  |
| 10,72  | 10 à 19 ans  | 10,45  |
| 8,81   | 0 à 9 ans    | 8,70   |

| Hommes | Classe d’âge | Femmes |
| ------ | ------------ | ------ |
| 0,44   | 80 ans et +  | 0,43   |
| 1,25   | 70 à 79 ans  | 1,19   |
| 1,96   | 60 à 69 ans  | 2,01   |
| 3,48   | 50 à 59 ans  | 3,42   |
| 5,23   | 40 à 49 ans  | 5,35   |
| 6,73   | 30 à 39 ans  | 6,83   |
| 10,89  | 20 à 29 ans  | 10,58  |
| 11,36  | 10 à 19 ans  | 11,05  |
| 9,05   | 0 à 9 ans    | 8,70   |

## Administration
| Période                                  | Période | Identité        | Étiquette | Qualité |
| ---------------------------------------- | ------- | --------------- | --------- | ------- |
|                                          |         | Makhloufi Nouar |           |         |
|                                          | 2022    | Omar Kedida     |           |         |
| 2022                                     | 2027    | Sami Benhafed   |           |         |
| Les données manquantes sont à compléter. |         |                 |           |         |

## Économie

### Secteurs d'activités
L'économie de la ville est centrée sur son important barrage hydraulique, le barrage de Hammam-Grouz, qui dessert en eau tout le sud de la wilaya et permet une croissance rapide des entreprises des secteurs de l'agro-alimentaire et de l'agriculture. L’agglomération de Bled Youssef détient aussi son propre barrage.
Ainsi, le secteur de l'agro-alimentaire de la commune, connue pour la qualité de ses viandes, dessert le marché national algérien ; la wilaya de Mila est d'ailleurs la première productrice nationale dans le domaine de l'aviculture en 2017. Le bassin laitier de la municipalité (s’étendant jusqu'à Chelghoum Laïd et Tadjenanet), d'où provient plus de la moitié du lait récolté dans la wilaya (21 sur 39 millions de litres durant la saison 2015-2016) est l'un des plus importants du pays ; la laiterie Grouz, acteur majeur du bassin, produit plus d'un million de litre de lait par mois et couvre l'essentiel des besoins de la région en lait en sachet (de l'ordre de 63 % en 2014).

## Société et services publics

### Hammams
De nombreux hammams sont présents dans la ville. Elle contient d'ailleurs l'une des quatre-vingt-dix sources thermales répertoriées en Algérie.

### Sports
La ville accueille plusieurs clubs sportifs dans des disciplines diverses : un club de football amateur, l'Union sportive Oued Athmenia (USOA) ; deux clubs de handball : le Chabab Riadhi Oued Athmania (CROA) et le Wifak Oued Athmania (WOA) ; et un club de volley-ball, le NR Oued Athmania (NROA).

### Transports
La commune est desservie par l'autoroute Est-Ouest A1 qui passe au sud avec une sortie à 2 km du centre-ville et la RN5 qui passe au nord.